# Popular (Wicked)
Popular è una canzone del musical Wicked di Stephen Schwartz (vincitore del Grammy Award). Fu interpretata originariamente a Broadway da Kristin Chenoweth, nel ruolo di Glinda, nell'incisione del cast originale. 
Altre interpretazioni molto apprezzate della canzone sono quelle di Ariana Grande, Louis Dearman e Kerry Ellis.

## Nel musical
Popular è cantata da Glinda nel primo atto ad Elphaba, sua compagna di stanza al college, per niente popolare, al contrario di lei. Nella canzone Glinda spiega all'amica come l'aiuterà a raggiungere la popolarità, insegnandole ad essere elegante e alla moda, spiritosa e sexy e, soprattutto, a come parlare ai ragazzi. 
La canzone è una delle più conosciute ed amate nel musical, ed è la seconda canzone più scaricata del musical su ITunes, dopo Defying Gravity.

## Versione di Ariana Grande
La cantautrice e attrice statunitense Ariana Grande ha eseguito Popular nel ruolo di Glinda nella prima parte della trasposizione cinematografica di Wicked, rilasciata il 22 novembre 2024. La versione della Grande, rilasciata lo stesso giorno della colonna sonora Wicked: The Soundtrack, è stata mandata alle contemporary hit radio negli Stati Uniti da Republic Records e Verve Records come primo singolo dall'album.

### Composizione
Per la versione cinematografica, il compositore originale Stephen Schwartz, il produttore musicale Greg Wells e il supervisore musicale Stephen Oremus volevano inizialmente modificare il ritmo della canzone rispetto alla versione teatrale originale, scelta a cui la Grande si oppose, insistendo sulla scelta di attenersi alla versione originale e che tutte le possibile modifiche sarebbero dovute derivare dalle scelte di Glinda e non dalla propria vocalità. Secondo Schwartz, la Grande ha aggiunto "alcune inventive nel pezzo, ma credo che siano fortemente coerenti con il personaggio". Il climax del brano è stato esteso inoltre con alcuni cambi di tono ed estensioni vocali come parte dell'espansione narrativa del lungometraggio, mostrando allo stesso tempo il talento vocale della Grande. Sebbene fosse inizialmente scettica sull'eseguire il finale esteso, la Grande è stata convinta dopo la spiegazione di Schwartz su come fosse coerente con il comportamento di Glinda, specialmente a livello visivo, e ha accolto "a tutto cuore" il cambio.

### Registrazione
Popular è stata la prima sequenza girata per il film, e ha posto la sfida di creare un "numero enorme e grandioso" in un set più piccolo quale una stanza del dormitorio. La direttrice della fotografia Alice Brooks ebbe l'idea di far sì che Popular rappresentasse un'unica lunga alba, anziché un tramonto come in Defying Gravity, il che portò all'aggiunta di un lucernario nel soffitto a cupola del dormitorio per consentire al sole di essere il protagonista. Per la sequenza, il costumista Paul Tazewell ha creato un abito per Glinda che era una "veste rosa a pois con cerchi a spirale fatti di balze" per riflettere l'atmosfera giocosa e frivola della canzone. Per il finale esteso della canzone, la Grande ha eseguito una serie di movimenti di danza in stile libero in un lungo set da corridoio, incluso un nuovo calcio alto.

### Accoglienza
Scrivendo per Billboard, Stephen Daw ha definito Popular la terza miglior canzone della colonna sonora e ha affermato che la Grande aveva fugato ogni dubbio sul fatto che la sua versione sarebbe stata all'altezza dell'originale di Kristin Chenoweth. Daw ha elogiato la canzone definendola "campy", "esilarante", "tecnicamente impressionante" grazie alla "voce micidiale della Grande". Il critico ha anche elogiato le "capacità comiche" di Ariana Grande per aver dato a Glinda la "vapidità smisurata" richiesta per la canzone e i "cambi di tonalità stratosferici" alla fine che hanno contribuito al suo aspetto massimalista.
Allo stesso modo, il Daily Telegraph ha osservato che la Grande ha fatto sua la canzone, rendendo omaggio all'interpretazione della Chenoweth e ha affermato che la canzone da sola "dimostra che Ariana Grande è nata per interpretare Glinda".

### Classifiche
| Classifica (2024) | Posizione massima |
| ----------------- | ----------------- |
| Australia         | 52                |
| Canada            | 77                |
| Irlanda           | 26                |
| Regno Unito       | 13                |
| Stati Uniti       | 53                |

### Date di pubblicazione
| Paese       | Data             | Formato                | Etichetta      | Note   |
| ----------- | ---------------- | ---------------------- | -------------- | ------ |
| Stati Uniti | 22 novembre 2024 | Contemporary hit radio | Republic Verve | [ 17 ] |
| Italia      | 13 dicembre 2024 | Radio airplay          | Universal      | [ 18 ] |
| Mondo       | 21 marzo 2025    | LP                     | Republic       | [ 19 ] |

## Altre versioni
Su questa canzone è basato il singolo del 2012 Popular Song, brano scritto da Mika, Priscilla Renea, Mathieu Jomphe e Stephen Schwartz, prodotta da Mika e Greg Wells, e interpretata da Mika stesso in collaborazione con Ariana Grande.
Esiste una cover di tale canzone eseguita, nel dodicesimo episodio della sesta stagione di Glee, da Lea Michele e Chris Colfer (Rachel Berry e Kurt Hummel).